# Arthur von Klinckowström
Arthur Karl Ludwig Friedrich comte von Klinckowström (né le 4 mars 1848 à Korklack (de), arrondissement de Gerdauen, en Prusse-Orientale et mort le 3 février 1910) est un officier prussien et général de la cavalerie de l' armée, qui, entre autres, commande le 13e division d'infanterie entre 1902 et 1904 et de 1904 à 1907 commandant de la division de cavalerie de la Garde .

## Biographie
Arthur Karl Ludwig Friedrich comte von Klinckowström est issu de la famille noble suédo-poméranienne von Klinckowström et est l'un des fils de l'administrateur de l'arrondissement de Gerdauen Leonhard Carl Ludwig Felix von Klinckowström (de) (1818–1868)  et de son épouse Maria comtesse von Pückler (morte en 1850). Son frère aîné est l'homme politique Clemens Carl Ludwig Friedrich comte von Klinckowström (1846-1902), qui est député de la chambre des seigneurs de Prusse et du Reichstag, tandis que son frère jumeau Carl Ludwig Friedrich comte von Klinckowström (1848-1903) est également général prussien. Avec ses frères, il est copropriétaire des domaines d'Heiligenstein, d'Ernsthof et de Carlsfelde.
Après avoir terminé ses études, von Klinckowström rejoint l'armée prussienne et est promu lieutenant en 1866. Il participe à la guerre austro-prussienne (14 juin au 23 août 1866), qui se termine par une victoire de la Prusse et de ses alliés et conduit à des changements territoriaux au cours des annexions prussiennes de 1866 (de) et à un accord de paix dans la Paix de Prague. Il participe également à la guerre franco-prussienne (19 juillet 1870 au 10 mai 1871), qui se termine par une victoire allemande et conduit à la fondation de l'Empire allemand. Dans les années qui suivent, de nombreuses affectations s'ensuivent, comme en 1875 comme adjudant de la 19e brigade d'infanterie et en 1887 comme adjudant de la 19e division d'infanterie.
Après sa promotion au grade de major, Arthur von Klinckowström est adjudant au commandement général du 10e corps d'armée à Hanovre entre 1888 et 1890. Il devient ensuite en 1890 officier d'état-major à plein temps dans la 1er régiment d'uhlans de la Garde  puis transféré au régiment de cuirassiers de la Garde. Après sa promotion au grade de lieutenant-colonel, il devient commandant du régiment de cuirassiers de la Garde le 7 février 1893, succédant au colonel Jaroslaw von Rothkirch und Panthen, et reste à ce poste jusqu'au 16 juin 1897, après quoi le lieutenant-colonel Wilhelm von Hohenau le remplace. Au cours de cette mission, il est également adjudant de l'empereur Guillaume II en 1895 et est promu colonel en 1896.
En 1898, von Klinckowström assume le rôle de commandant de la 3e brigade de cavalerie de la Garde et, à ce titre, est promu major général en 1899. Après sa promotion au grade de lieutenant général, il succède le 23 mai 1902 au poste de commandant de la 13e division d'infanterie à Münster, succédant au général de division Georg von Kalckstein. Il occupe ce commandement jusqu'au 21 décembre 1904 et est ensuite remplacé par le lieutenant-général Richard von Winterfeld (de). Il succède lui-même au poste de commandant de la division de cavalerie de la Garde du lieutenant-général Richard von Winterfeld le 22 décembre 1904 et occupe ce poste jusqu'au 1er septembre 1907, après quoi le lieutenant-général Alfred zu Dohna-Schlobitten lui succède. Il quitte ensuite le service militaire actif en 1907 et est nommé général de cavalerie. Il s'installe à Berlin et vit dans l'Altonaer Straße.
De son mariage avec la comtesse Elma von Behr-Negendank (née le 21 juillet 1855 et morte en  1939) qui a lieu le 1er octobre 1875, il a pour enfants la fille Elma (née le 1er juillet 1878), qui épouse le capitaine et homme politique Rochus Friedrich zu Lynar, Elisabeth (née le 29 novembre 1879 et morte en 1961), dame d'honneur de la princesse Alexandra-Victoria et Friedrich (née le 21 octobre 1884).

## Anecdote
Selon le major d'état-major et résistant du 20 juillet 1944 Joachim Kuhn (1913-1994), Arthur von Klinckowström est son grand-père maternel